# اسپانیا در المپیک تابستانی ۱۹۸۸
اسپانیا در بازی‌های المپیک تابستانی ۱۹۸۸ که در شهر سئول برگزار شد، کاروان اسپانیا با ۲۲۹ ورزشکار در این رقابت‌ها شرکت کرد و موفق به کسب ۴ مدال (۱ طلا، ۱ نقره، ۲ برنز) شد. در جدول رتبه‌بندی توزیع مدال‌ها، اسپانیا در ردهٔ ۲۵ مسابقات قرار گرفت.

## دوچرخه‌سواران
رقابت جاده
- Eduardo Manrique
- گونسالو آگیار
- Iván Alemany

تایم تریل
- Javier Aldanondo
- Javier Carbayeda
- Arturo Gériz
- خوسه رودریگز

اسپرینت مردان
- خوسه مانوئل مورنو

تایم تریل ۱ کیلومتر
- برناردو گونزالس

تعقیبی انفرادی
- خوزه آنتونیو مارتیارنا

تعقیبی تیمی
- برناردو گونزالس
- Xavier Isasa
- خوزه آنتونیو مارتیارنا
- Agustín Sebastiá

رقابت امتیازی
- Antonio Salvador